# Panama (film)
Pour les articles homonymes, voir Panama (homonymie).
Pour plus de détails, voir Fiche technique et Distribution.
Panama est un film américano-portoricain réalisé par Mark Neveldine et sorti en 2022.

## Synopsis
Un ancien marine est embauché pour démanteler un trafic d'armes. Il est entraîné malgré lui dans l'invasion américaine du Panama.

## Fiche technique
- Titre original : Panama
- Réalisation : Mark Neveldine
- Scénario : Daniel Adams et William Barber
- Décors : Raysa Sanchez
- Photographie : Pedro Juan López
- Montage : Christopher Cibelli
- Musique : Mick Fury
- Production : Jordan Yale Levine, Jordan Beckerman, Michelle Chydzik Sowa et Michelle Reihel
- Sociétés de production : Saban Films, Highland Film Group, BondIt Media Capital, SSS Entertainment et YP
- Sociétés de distribution : Saban Films (États-Unis)
- Pays de production :  États-Unis,  Porto Rico
- Langue originale : anglais
- Format : couleur — 1,85:1
- Genre : thriller, action
- Durée : 94 minutes
- Date de sortie :
  - États-Unis : 18 mars 2022
  - France : 30 mars 2023 (vidéo à la demande)

## Distribution
- Cole Hauser (VFB : Nicolas Matthys) : Becker
- Mel Gibson (VFB : Michelangelo Marchese) : John Stark
- Mauricio Henao (VFB : Fabian Finkels) : Enrique Rodriguez
- Néstor Rodulfo (VFB : Erico Salamone) : le colonel Marco Justines
- Julio Ramos Velez (VFB : Jean-Michel Vovk) : Steadman Fagoth Müller
- Kiara Liz (VFB : Ludivine Deworst) : Camila
- Charlie Weber : Hank Burns
- Jackie Cruz : Cynthia Benitez
- Kate Katzman : Tatyana
- Victor Turpin (VFB : Franck Dacquin) : Brooklyn Rivera
- Simon Phillips : Dr Reyes

Version française dirigée par Laurent Vernin chez Dubbing Brothers, d'après une adaptation des dialogues par François Vidal et Thierry Olieu.

## Production
Le projet est annoncé dès 2014 avec Daniel Adams à la réalisation, d'après un scénario que ce dernier a coécrit avec William Barber. En 2019, Morgan Freeman et Frank Grillo sont évoqués dans les rôles principaux, toujours avec Daniel Adams à la réalisation. En 2020, Mel Gibson et Cole Hauser sont finalement annoncés, alors que le poste de réalisateur est repris par Mark Neveldine.
Le tournage débute en décembre 2020 à Porto Rico,. Il ne dure que 14 jours,.

## Accueil
Sur l’agrégateur de critiques Rotten Tomatoes, il n'obtient que 7% d'avis favorables pour 14 critiques et une note moyenne de 2,6⁄10.